# Lamine Guèye (narciarz)
Lamine Guèye (ur. 18 lipca 1960 w Dakarze) – senegalski narciarz alpejski, uczestnik Zimowych Igrzysk Olimpijskich 1984 w Sarajewie, Zimowych Igrzysk Olimpijskich 1992 w Albertville i Zimowych Igrzysk Olimpijskich 1994 w Lillehammer.
W swojej karierze cztery razy startował na mistrzostwach świata. Jego najlepszym miejscem na mistrzostwach świata jest zajęcie 32. miejsca w 1996 roku w Sierra Nevadzie w slalomie.
Wziął też udział w kilku konkursach Pucharu Świata w narciarstwie alpejskim w sezonach 1992/1993 i 1993/1994 – najwyższe miejsce zajął 16 stycznia 1993 w zjeździe w St. Anton am Arlberg, gdzie był 60.

## Osiągnięcia

### Zimowe igrzyska olimpijskie
| Igrzyska         | Konkurencja   | Czas    | Wynik |
| ---------------- | ------------- | ------- | ----- |
| Sarajewo 1984    | Zjazd         | 1:59.64 | 51.   |
| Sarajewo 1984    | Slalom gigant | 3:28.67 | 57.   |
| Albertville 1992 |               |         |       |
| Zjazd            | 2:12.84       | 45.     |       |
| Supergigant      | 1:29.18       | 78.     |       |
| Slalom gigant    | 2:44.98       | 66.     |       |
| Slalom           | –             | DNF     |       |
| Kombinacja       | –             | DNF     |       |
| Lillehammer 1994 | Zjazd         | –       | DNF   |

### Mistrzostwa świata
| Mistrzostwa        | Konkurencja   | Czas    | Wynik |
| ------------------ | ------------- | ------- | ----- |
| Morioka 1993       | Zjazd         | 1:43.18 | 42.   |
| Sierra Nevada 1996 | Zjazd         | 2:16.54 | 71.   |
| Sierra Nevada 1996 | Supergigant   | 1:38.99 | 79.   |
| Sierra Nevada 1996 | Slalom        | 2:24.27 | 32.   |
| Sierra Nevada 1996 | Slalom gigant | 2:30.48 | 44.   |
| Sierra Nevada 1996 | Kombinacja    | 4:23.00 | 44.   |
| St. Moritz 2003    | Slalom        | 2:23.87 | 63.   |
| St. Moritz 2003    | Slalom gigant | 3:38.15 | 79.   |
| Bormio 2005        | Slalom gigant | 3:43.62 | 77.   |
| Bormio 2005        | Slalom        | 2:34.82 | 62.   |